# Pfarrkirche Piringsdorf

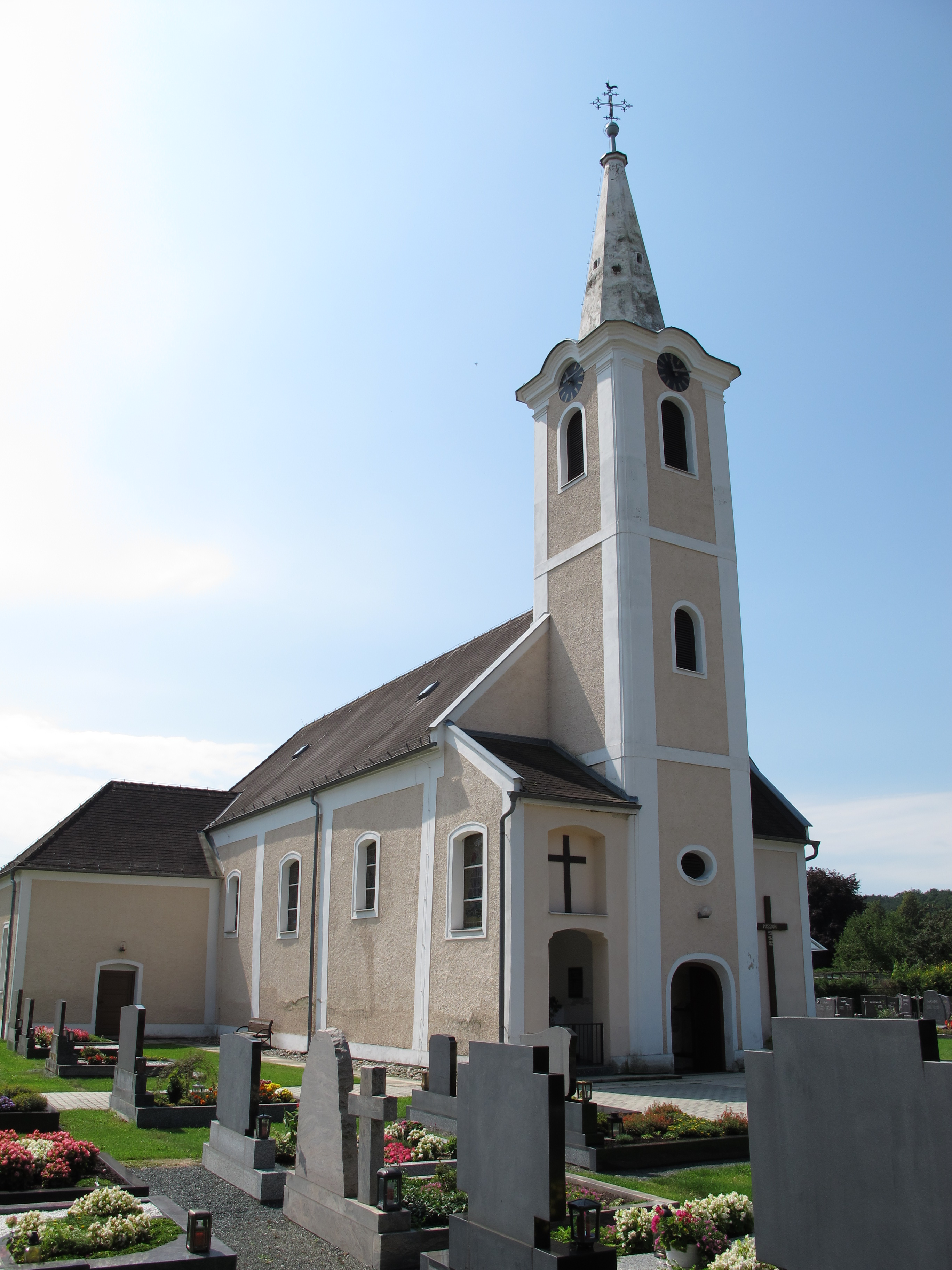
Pfarrkirche Piringsdorf

Die römisch-katholische Pfarrkirche Piringsdorf steht in der Ortsmitte von Piringsdorf im Bezirk Oberpullendorf im Burgenland, umgeben vom alten Friedhof. Sie ist den Heiligen Johannes der Täufer und Koloman geweiht und gehört zum Dekanat Oberpullendorf.

## Geschichte
Laut einer Inschrift über dem Nordportal wurde die Kirche 1745 errichtet. Im selben Jahr wurde sie auch zur Pfarre erhoben. 1930 wurde der Bau nach Süden hin erweitert. 1955 erfolgte eine Renovierung.

## Architektur und Ausstattung
Die Kirche ist ein einfacher Barockbau. Sie hat einen Nordturm mit einer spitzen Steinpyramide als Helm. Der Chor mit abgerundeten Ecken ist gleich breit wie das Kirchenschiff, das 1930 erweitert wurde. 
Die Kirche ist ein vierjochiger Saalbau mit flacher Decke und Pilastergliederung. 
Der Altarraum wurde 1930 neu gestaltet. Der Hochaltar stammt aus der ersten Hälfte des 19. Jahrhunderts. Zwischen je zwei Säulen mit Gebälk befindet sich ein Ölgemälde mit der „Himmelfahrt Mariens“. Links und rechts davon stehen Figuren vom hl. Johannes dem Täufer und dem hl. Koloman. 
Die einfache Kanzel wurde in der ersten Hälfte des 19. Jahrhunderts geschaffen. Auf dem hölzernen Deckel des Taufsteines aus dem 18. Jahrhundert befindet sich eine Christusfigur an der Martersäule. Die Orgel aus 2002 im Gehäuse aus 1910 mit 16 Registern wurde von Achim Reichmann gebaut.
Neben dem Turm befindet sich eine Kriegergedächtniskapelle mit barockem Kruzifix in neuerer Fassung.